# Mario Kleditzsch
Mario Kleditzsch (* 7. Juni 1962) ist ein ehemaliger deutscher Fußballspieler. Zwischen 1986 und 1990 spielte er in der DDR-Oberliga, der höchsten Liga im DDR-Fußball.

## Sportliche Laufbahn
Nachdem Mario Kleditzsch 1971 seine Fußball-Laufbahn bei der FSV Lokomotive Dresden begonnen hatte, wechselte er 1974 zu Dynamo Dresden. Dort bestritt er ab 1980 seine ersten Spiele im Männerfußball, zunächst in der Nachwuchsoberliga. Als Abwehrspieler war er dort Stammspieler der Dresdner und wurde 1983 mit Dynamo Meister der Nachwuchsoberliga. Nach der Saison 1982/83 wurde die Nachwuchsoberliga eingestellt und die beteiligten Mannschaften wurden in die drittklassigen Bezirksligen eingegliedert. In der Bezirksliga Dresden wurde die nun als Dynamo II angetretene Mannschaft mit Mario Kleditzsch 1984 Bezirksmeister und erreichte anschließend den Aufstieg in die DDR-Liga. 
In der DDR-Liga fand Dynamo für Kleditzsch keine Verwendung mehr, und er wechselte zum Ligakonkurrenten Fortschritt Bischofswerda. Auch dort spielte er weiter in der Abwehr und war in den Spielzeiten 1984/85 und 1985/86 bei jeweils 34 Ligaspielen mit 32 bzw. 28 Einsätzen erneut Stammspieler. 1986 stieg Kleditzsch mit der BSG Fortschritt in die DDR-Oberliga auf. Auch in der Spitzenklasse gehörte er weiter zum Spielerstamm, musste aber bereits nach einer Saison wieder in die DDR-Liga absteigen. In der DDR-Liga-Saison 1987/88 hatte Kleditzsch erstmals längere Ausfallzeiten und bestritt von den 34 Punktspielen nur 23 Partien. Nachdem er bereits in seiner ersten Ligasaison ein Punktspieltor erzielt hatte, gelangen ihm diesmal zwei Tore. In der Spielzeit 1988/89 hatte er seine Schwächeperiode überwunden und verpasste nur ein Ligaspiel. Sein Trainer Siegfried Gumz setzte Kleditzsch nun des Öfteren im Mittelfeld ein, was dieser mit fünf Toren dankte. Der Fortschritt-Mannschaft gelang es, erneut in die Oberliga aufzusteigen. Kleditzsch verpasste sieben der 26 Oberligaspiele und verlor auch seine Stammposition in der Abwehr. Stattdessen musste er ständig zwischen allen Mannschaftsteilen wechseln. Auch in der zweiten Oberligasaison konnte sich Fortschritt nicht in der Oberliga halten. 
Wendebedingt spielte die bisherige DDR-Liga in der Saison 190/91 als zweite Liga des neu gegründeten Nordostdeutschen Fußballverbandes, und die bisherige Betriebssportgemeinschaft bildete sich in den Fußballverein Fortschritt um. Kleditzsch kam in der Hinrunde zunächst in sechs Spielen als Verteidiger zum Einsatz, danach wurde er unregelmäßig meist als Einwechselspieler nur noch in fünf weiteren Ligaspielen eingesetzt. Zur Saison 1991/92 wurde der ehemalige DDR-Fußball in das Ligensystem des DFB eingegliedert, und die NOFV-Liga wurde zur drittklassigen Fußball-Oberliga Nordost.
In der Folgezeit gelang weder Bischofswerda noch Kleditzsch die Rückkehr in den Spitzenfußball. Mario Kleditzsch blieb noch bis zum Jahr 2000 beim Bischofswerdaer FV aktiv, für den er schließlich 429 Punktspiele bestritt und dabei 22 Tore erzielte. 